# Биологическая дозиметрия
Биологическая дозиметрия — методы оценки поглощенной дозы ионизирующего излучения по биологическим показателям.  В качестве биологических маркеров облучения используют клинические, цитогенетические, гематологические, биохимические, молекулярно-генетические и биофизические показатели. Методы биологической дозиметрии применяются в случае, если нет данных физической дозиметрии, если есть основания не доверять данным физической дозиметрии, для случаев продолжительного воздействия ионизирующих излучений, а также ретроспективных оценок доз.